# Secologanina sintasi
La secologanina sintasi è un enzima appartenente alla classe delle ossidoreduttasi, che catalizza la seguente reazione:
loganina + NADPH + H+ + O2 ⇄ secologanina + NADP+ + 2 H2O
L'enzima è una proteina eme-tiolata (P-450). La secologanina è il precursore degli alcaloidi monoterpenoidi dell'indolo e dell'ipecac.